# Tapani Tölli
Tapani Tölli, född 13 juni 1951 i Sievi, är en finländsk politiker (Centern i Finland). Han har varit ledamot av Finlands riksdag för Uleåborgs valkrets sedan 2003.
Tölli var förvaltnings- och kommunminister i Regeringen Kiviniemi. Han tillträdde posten den 22 juni 2010 och efterträdde då Mari Kiviniemi, som innehaft ämbetet i Regeringen Vanhanen II. Tölli avgick som minister den 22 juni 2011 i samband med att en ny regering bildades där Centern inte ingick.
Tölli har politices magisterexamen och är bosatt i Tyrnävä där han också fungerat som kommundirektör. Han är gift och har sex barn.